# Buddleja ramboi
Buddleja ramboi là một loài thực vật có hoa trong họ Huyền sâm. Loài này được L.B.Sm. mô tả khoa học đầu tiên năm 1954.